# آبه ماساتویو
آبه ماساتویو (به ژاپنی: 阿部正豊) یک سامورایی و ملازم خاندان ماتسودایرا در ولایت میکاوا بود.

## نبرد ایدانو
نبرد ایدانو در دوره دوره سنگوکو (قرن شانزدهم) ژاپن بود. این نبرد هفت روز پس از قتل رهبر خاندان ماتسودایرا، ماتسودایرا کیویاسو (پدربزرگ توکوگاوا ایه‌یاسو به دست جانشین وی آبه ماساتویو رخ داد. نیروهای خاندان ماتسودایرا برای انتقام از ماساتویو یاغی و ارتش او به راه افتادند و پیروز شدند.